# Pidof
pidof es una utilidad de la línea de comandos de Linux que devuelve el ID de un proceso (PID) o procesos. En otros sistemas operativos, son más usados ps y pgrep.
pidof está implementado en el mismo programa que killall5, el nombre en Linux para el programa killall de System V usado por los guiones del nivel de ejecución, o runlevel scripts. pidof suele ser un enlace simbólico a killall5, y el nombre bajo el cual se llama al programa es lo que determina su comportamiento.

## Ejemplos
user@hostname:~$ pidof java
3097
user@hostname:~$ pidof info
2867 2464